# Electrolux

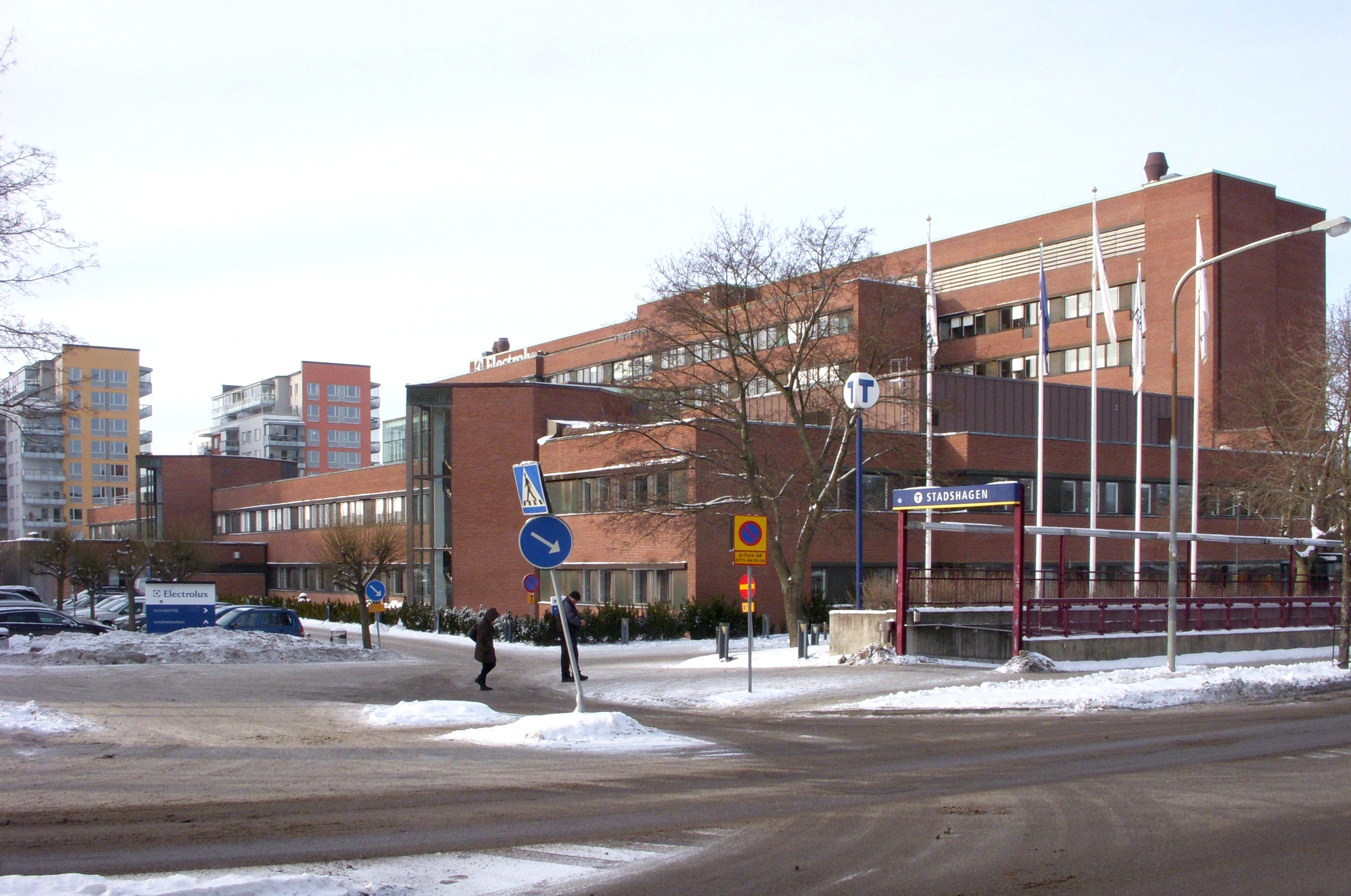
Le siège de la société à Stockholm.

Electrolux (OMX : ELUX B) est une entreprise suédoise d'électroménager.
Le groupe vend chaque année, dans plus de 150 pays, 60 millions de produits à usage domestique et professionnel sous les marques Electrolux, AEG, Zanussi, Eureka (en), Westinghouse, Molteni, Faure, Arthur Martin, Frigidaire, Husqvarna, et bien d'autres marques locales.

## Histoire
En 1901, AB Lux est créé. En 1912, AB Lux fusionne avec Elektromagnetiska AB. AB Elektrolux est créé ; c'est un pionnier de l'aspirateur et du réfrigérateur. En 1919, la collaboration avec Axel Wenner-Gren débute ; l'aspirateur The Lux I est lancé.
En 1921, Elektrolux crée l'aspirateur modèle V, le premier aspirateur sur roulettes, transportable et adapté à une utilisation domestique.
En 1925, Elektrolux introduit les premiers réfrigérateurs sur le marché. Il s'agit du modèle D, de 91 litres, mis au point par deux ingénieurs de l'Institut royal de technologie de Stockholm, Baltzar von Platen et Carl Munters.
En 1928, Elektrolux est coté à Londres, puis à Stockholm en 1930.
En 1957, le nom de l'entreprise change en Electrolux[réf. nécessaire].
En Amérique du Nord, le nom Electrolux a longtemps été utilisé par un fabricant d’aspirateurs. Cette société était d’abord associée à la société-mère suédoise, mais fut vendue à un actionnaire américain dans les années 1960. Depuis, la société américaine a restitué ses droits sur la marque en Amérique du Nord au groupe Electrolux et utilise désormais le nom de Aerus. Après le retour de sa marque, Electrolux a commencé à vendre ses propres équipements ménagers aux États-Unis et au Canada sous le nom de Electrolux of Sweden.
En 1976, Electrolux acquiert le français Arthur Martin, premier fabricant français d'électroménager.
En 1978, il reprend le fabricant suédois Husqvarna, spécialisé dans le matériel de jardin, débroussailleuses, tronçonneuses, taille-haies, tondeuses...
En 1984, il acquiert l'italien Zanussi, premier fabricant européen d'électroménager ; Electrolux devient le leader mondial de l'électroménager, aussi bien pour les particuliers que pour les professionnels..
En 1986, Electrolux rachète le numéro 3 américain, White Consolidated, et ses marques Frigidaire, Kelvinator et Westinghouse[réf. nécessaire].
En 1994, Electrolux acquiert l'allemand AEG auprès de Daimler-Benz.
En 2001, Electrolux rachète les activités électroménager de la société australienne Email.
En 2011, Electrolux acquiert les fabricants égyptien Olympic Group et chilien CTI.
Le 8 septembre 2014, Electrolux annonce le rachat du gros électroménager de General Electric, 5,7 milliards de dollars de chiffre d'affaires et numéro 3 du marché américain, pour 3,3 milliards de dollars. En juillet 2015, les autorités de la concurrence émettent un avis défavorable à cette acquisition et souhaitent remettre en question celle-ci. En décembre 2015, l'opération est abandonnée.
En février 2017, Electrolux annonce l'acquisition entre 115 et 250 millions de dollars d'Anova, une entreprise américaine spécialisée dans l'électroménager connecté. Le mois suivant, Electrolux annonce l'acquisition de Grindmaster-Cecilware pour 108 millions de dollars, Grindmaster-Cecilware étant une entreprise américaine spécialisée dans les cafetières.

## Activité
Electrolux emploie 45 000 personnes dans le monde et occupait 10 % du marché mondial des équipements ménagers en 2013. Son principal concurrent est l'Américain Whirlpool. Electrolux produit et distribue aussi des matériels de cuisine et de blanchisserie pour les professionnels.
Electrolux possède les marques AEG, Arthur Martin racheté en 1976, Elektro Helios, Eureka, Faure (depuis 1970), Frigidaire, Gibson Appliance, Kelvinator, Leonard, Marijnen, Parkinson Cowan, Progress, Simpson, Tornado, Tricity Bendix, Volta, Westinghouse, Zanker, Zanussi et Zoppas.

### Activité par zones géographiques

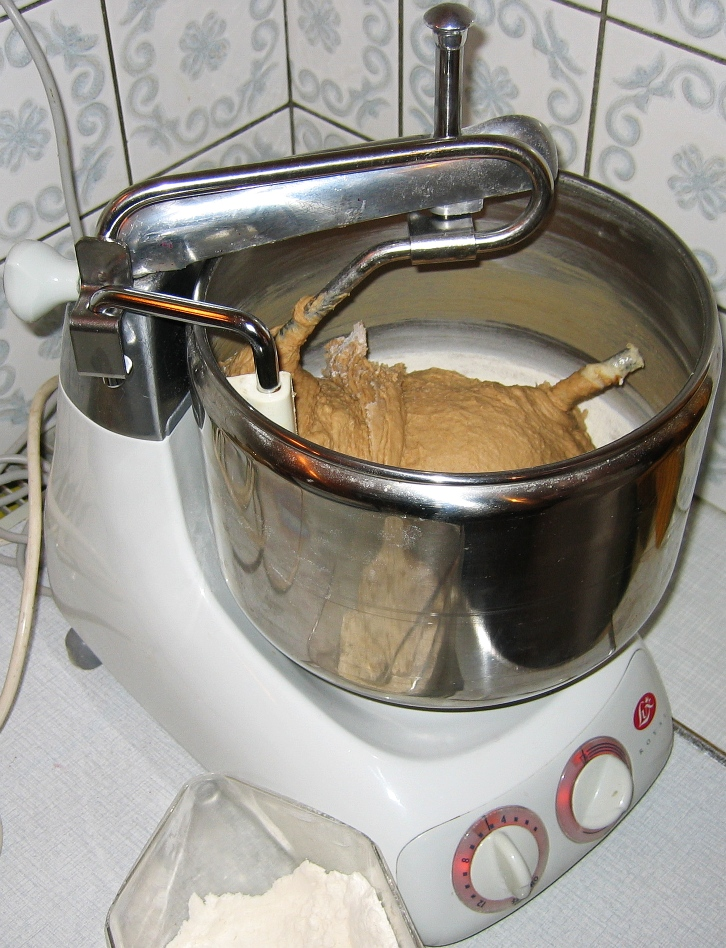
Robot suédois, pétrin ménager à cuve rotative, créé en 1940 par Electrolux.

L'activité d'Electrolux est organisée en 6 zones géographiques (chiffres 2013) : 
- Amérique du Nord : 32 % des ventes, avec les marques Electrolux, Frigidaire et Eureka.

Les concurrents sont Whirlpool, General Electric, LG Electronics, Samsung, Candy, Dyson, Techtronic Industries (marques Dirt Devil, Vax et Hoover), Bissel, Illinois Tool Works
- Europe de l'Ouest : 28 % des ventes du groupe, avec les marques Electrolux, AEG, Zanussi.

Les concurrents sont BSH Hausgeräte, Indesit, Whirlpool, Candy-Hoover, Groupe Brandt (Cevital), Miele, Smeg, Gorenje, Samsung, LG Electronics, Dyson, ALI Group, Rational, Primus
- Amérique Latine : 20 % des ventes avec les marques Electrolux et Frigidaire.

Les concurrents sont Whirlpool, Mabe, LG Electronics, Samsung, Daewoo, SEB, Black & Decker, Philips, ITW, Fagor
- Europe de l'Est, Afrique et Moyen-Orient : 10 % des ventes, avec les marques Electrolux, AEG et Zanussi.

Les concurrents sont BSH Hausgeräte, Indesit, Whirlpool, BEKO, Samsung, LG Electronics, Dyson, Ali Group, Rational
- Chine et Asie du Sud-Est : 5 % des ventes avec la marque Electrolux.

Les concurrents sont LG Electronics, Panasonic, Haier, Sanyo, Midea, Samsung, Dyson, Manitowoc, ITW, Sailstar, Image
- Australie, Nouvelle-Zélande, Japon : 5 % des ventes, avec les marques Electrolux, Simpson et Westinghouse.

Les concurrents sont Fischer & Paykel, Samsung, LG Electronics, Panasonic, Dyson, ITW, Hoshizaki, Alliance

## Données financières
Les besoins en matières premières d'Electrolux en 2013 sont : acier (32 %), plastiques (32 %), cuivre et aluminium (10 %), acier inoxydable (7 %), autres (19 %).
La principale place boursière sur laquelle est cotée Electrolux est Nasdaq OMX Stockholm : 44,2 % de la capitalisation boursière en 2013.

## Sites de production

### Sites actuels

#### En Europe
- Rosières-près-Troyes (France) : fabrication de matériel de blanchisserie professionnel et industriel (Electrolux professionnel)
- Aubusson (France) : fabrication de matériel professionnel de préparation dynamique sous la marque Dito Sama[14]
- Saint Vallier (France) : usine Molteni, fabrication de matériel pour cuisines professionnelles (notamment des fourneaux)
- Rothenburg ob der Tauber (Allemagne) : ancienne usine AEG, fabrication de matériel de cuisson (fours et plaques de cuisson)
- Ljungby (Suède) : fabrication de matériel de blanchisserie professionnel et industriel (Electrolux professionnel)
- Sursee (Suisse) : fabrication de matériel pour cuisines professionnelles
- Susegana (Italie) : fabrication de réfrigérateurs[15]
- Porcia (Italie) : fabrication de lave-linge à chargement par le bas[15]
- Forlì (Italie) : fabrication de fours et plaques de cuisson[15]
- Solaro (Italie) : fabrication de lave-vaisselle[15]
- Oława (Pologne) : fabrication de lave-linge
- Świdnica (Pologne) : fabrication de cuisinières et de fours
- Siewierz (Pologne) : fabrication de sèche-linge
- Żarów (Pologne) : fabrication de lave-vaisselle
- Jászberény (Hongrie) : fabrication d'aspirateurs
- Nyíregyháza (Hongrie) fabrication de réfrigérateurs et de congélateurs, fermeture prévue en 2024[16],[17]
- Ivano-Frankivsk (Ukraine) : fabrication de machines à laver, usine rachetée à Antonio Merloni S.p.A.[18],[19]
- Satu Mare (Roumanie) : fabrication de fours et plaques de cuisson

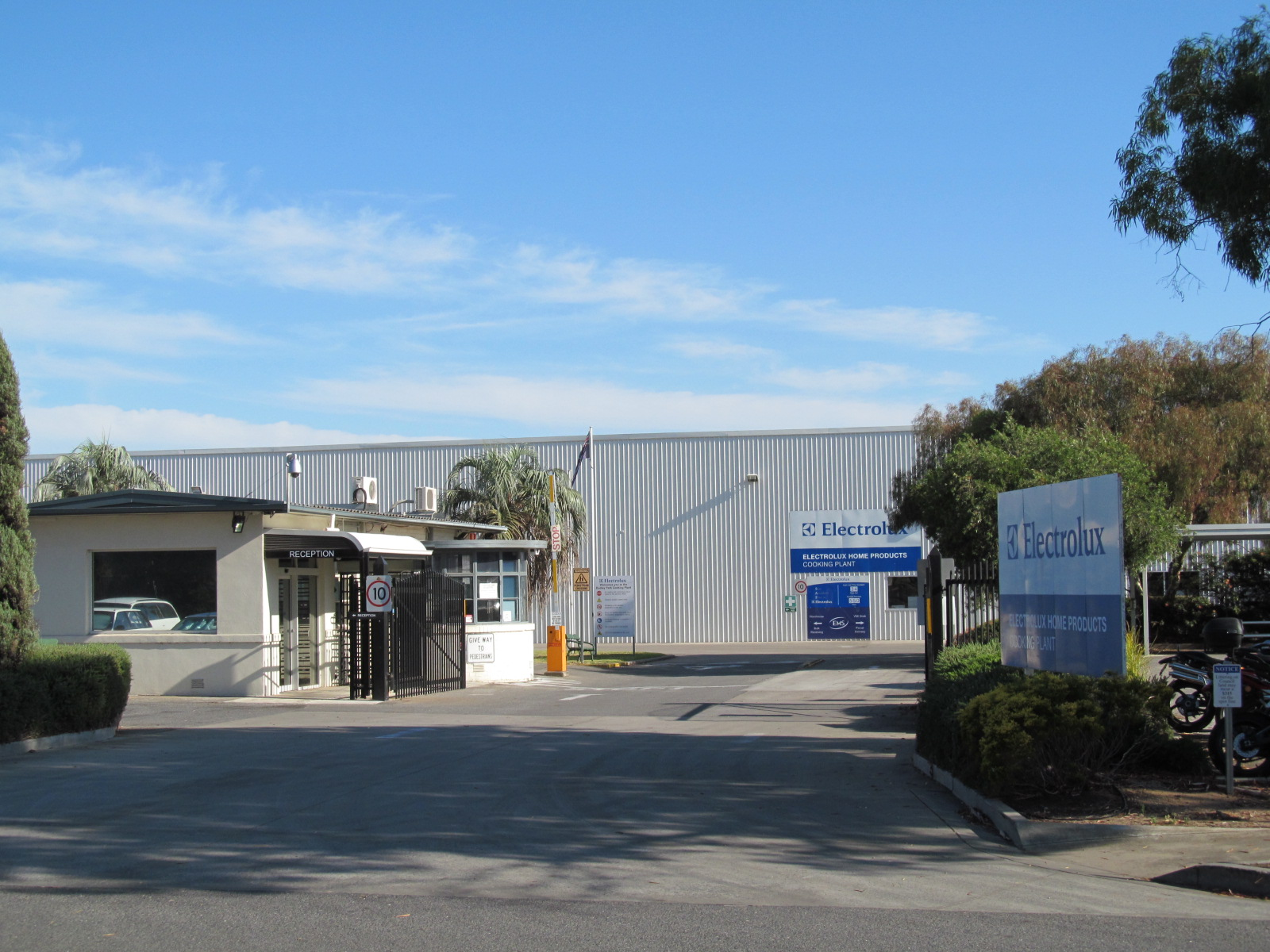
Usine Electrolux d'Adélaïde en Australie

#### Reste du monde
- Rayong (Thaïlande) : fabrication de matériel de blanchisserie professionnel et industriel (Electrolux professionnel)
- Hangzhou (Chine) : fabrication de matériel de cuisson
- Juárez (Mexique) : fabrication de machines à laver et d'aspirateurs
- Saint Cloud (Minnesota) : fabrication de réfrigérateurs, fermeture prévue en 2019[20]
- Memphis (Tennessee) : fabrication de matériel de cuisson, fermeture annoncée d'ici 2020[21]
- Springfield (Tennessee)
- Anderson (Caroline du Sud)
- Kinston (Caroline du Nord)
- Adélaïde (Australie)
- Manaus (Brésil)
- São Carlos (Brésil)
- Curitiba (Brésil)
- Rosario (Argentine)
- Santiago (Chili) : usine acquise en 2011[22]

### Anciens sites
- Mariestad (Suède) : fabriquait des réfrigérateurs et congélateurs jusqu'en 2016, cette production a été transférée sur le site de Nyíregyháza en Hongrie, l'usine a été reprise et continue de fournir Electrolux en pièces détachées[23]
- Revin (France) : fabriquait des lave-linge à chargement par le dessus (arrêt de production le 8 décembre 2016) cette production a été transférée sur le site d'Oława en Pologne, le site a été repris par Selni pour une reconversion dans la fabrication de moteurs électriques (pour fournir Electrolux)[24],[25]. La Société Ardennaise Industrielle (SAI), détenue par Selni est placée en redressement judiciaire le 23 février 2018. La production de moteurs de l'usine étant défectueuse, Electrolux a refusé les moteurs pour non conformité. L'outil de production défectueux fourni par Electrolux est mis en cause par les salariés. Le 16 mai 2018 le tribunal de commerce de Compiègne valide la cession partielle de la SAI à Delta Dore, 24 employés sont gardés dans cette reconversion, les 157 autres sont licenciés[26].
- Schwanden (Suisse) : arrêt de production prévu fin 2016[27]Usine Electrolux de Schwanden

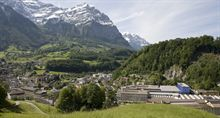
Usine Electrolux de Schwanden

- Orange (Australie) : fabrication de réfrigérateurs, arrêt de production en avril 2016[28],[29]
- L'Assomption (Québec) Canada (fermée le 16 juillet 2014, perte de 1 300 emplois)[30]
- Alcalá de Henares (Espagne) : fabriquait des lave-linges, usine fermée en 2011, perte de 450 emplois[31].
- Motala (Suède) : fabriquait des cuisinières, fermé en 2010[32]
- Scandicci (Italie) : fabriquait des réfrigérateurs, fermé en 2009[33],[34]
- Spennymoor (Royaume-Uni) : fabriquait des cuisinières pour les marchés britanniques et irlandais, fermé en 2008. La production a été transférée sur le site de Świdnica en Pologne[35].
- Fredericia (Danemark) : fabriquait des cuisinières, fermé en 2007[36]
- Torsvik (Suède) : fermé en 2007
- Nuremberg (Allemagne) : ancienne usine AEG fermée en 2007, fabriquait des lave-vaisselle, des lave-linge et des sèche-linges. La production a été transférée sur les sites italiens et polonais[37].
- Tommerup (Danemark) : fabriquait du matériel de blanchisserie professionnel, arrêt de production en 2006[38]
- Parabiago (Italie) : fabriquait du matériel de jardinage, fermé en 2005[39]
- Fuenmayor (Espagne) : fabriquait des réfrigérateurs, fermé en 2005[40]
- Reims (France) : fabriquait des fours et cuisinières encastrables, fermé en 2005[41],[42]
- Västervik (Suède) : fabriquait des aspirateurs, fermé en 2004[43]

## Direction de l'entreprise
- Jonas Samuelson est président directeur général de janvier 2016 à 2024.
- Yannick Fierling lui succède à partir du 1er janvier 2025[1].

## Actionnariat
Liste de principaux actionnaires au 20 novembre 2020.
| Investor AB                     | 14,7 % |
| Alecta Pension Insurance Mutual | 7,23 % |
| AB Electrolux                   | 7,16 % |
| Swedbank Robur Fonder AB        | 5,05 % |
| Handelsbanken Fonder AB         | 3,95 % |
| Nordea Investment Management AB | 2,67 % |
| The Vanguard Group, Inc.        | 2,32 % |
| Didner & Gerge Fonder AB        | 2,24 % |
| Fiduciary Management, Inc.      | 2,18 % |
| AMF Fonder AB                   | 2,03 % |

## Condamnation en France pour entente commerciale
Le groupe BSH Hausgeräte (qui exploite les marques Bosch, Siemens, Viva, Neff), ainsi que Candy, Eberhardt Frères (distributeur de la marque Liebherr), Electrolux (AEG, Arthur Martin), Indesit (Ariston, Scholtès) et Whirlpool, sont condamnés en décembre 2018 en France pour entente commerciale. Cette condamnation résulte de quatre années d'enquêtes de l’Autorité de la concurrence, alertée en premier lieu par la Direction générale de la concurrence, de la consommation et de la répression des fraudes. Lors de réunions tenues entre 2006 et 2009, ces entreprises s'étaient entendues pour fixer à la hausse leurs prix de vente, ce qui leur permettait d'accroître leurs marges au détriment des consommateurs. Le montant total des amendes infligées atteint 189 millions d'euros.